# Suzukikobling
Suzukikoblingen er en organisk reaktion, som er klassificeret som en koblingsreaktion, hvor de to komponenter er borsyre med et halid katalyseret af et palladium(0) kompleks. Den blev første gang publiceret i 1979 af Akira Suzuki, der i 2010 modtog Nobelprisen i kemi sammen med Richard F. Heck og Ei-ichi Negishi for deres arbejde med opdagelsen og udviklingen af palladium-katalyserede krydskoblinger i organisk syntese. I mange publikationer bliver reaktionen også kaldt Suzuki–Miyaurareaktion og bliver også refereret til som "Suzukireaktion". Den bliver anvendt i stor udstrækning til at syntetisere poly-olefiner, styrener og substituerede biphenyler. Der er blevet udgivet flere reviews, der beskriver fremskridt og udvikling af Suzukikoblingen. Den generelle reaktion for Suzukikoblingen er vist nedenfor, hvor der dannes et enkelt carbon-carbon-binding ved at koble organoboron specier (R1-BY2) med et halid (R2-X) ved brug af en palladiumkatalysator og en base.